# Anthaxia expansa
Anthaxia expansa är en skalbaggsart som beskrevs av Leconte 1857. Anthaxia expansa ingår i släktet Anthaxia och familjen praktbaggar. Inga underarter finns listade i Catalogue of Life.